# کمرکلی سینه‌سفید

کمرکلی سینه‌سفید یا کمرکلی کارولینا (نام علمی: Sitta carolinensis) نام یک گونه از تیره کمرکولی است.